# Hypsugo macrotis
Hypsugo macrotis é uma espécie de morcego da família Vespertilionidae. Pode ser encontrada na península Malaia (Malásia) e em Sumatra, Padang, Bali, e ilhas menores adjacentes, na Indonésia.